# Habropoda sutepensis
Habropoda sutepensis är en biart som beskrevs av Cockerell 1929. Habropoda sutepensis ingår i släktet Habropoda och familjen långtungebin. Inga underarter finns listade i Catalogue of Life.